# سولماز بازرگان
سولماز بازرگان (زاده ۲۸ اسفند ۱۳۷۲) زنجان، عضو تیم ملی فدراسیون معلولین و جانبازان ایران است. او از سال ۱۳۸۷ فعالیت ورزشی خود را با والیبال آغاز کرد ولی بعدها با آشنایی با ورزش پارالمپیک، فعالیت خود را در این حوزه، در دو و میدانی و رشته پرتاب دیسک آغاز کرد. کلاس بندی ورزشی او f44 است.

## افتخارات
| مسابقات                   | کشور      | سال           | رشته       | مدال      |
| ------------------------- | --------- | ------------- | ---------- | --------- |
| مسابقات پاراآسیایی جوانان | مالزی     | ۲۰۱۳ (میلادی) | پرتاب دیسک | مدال طلا  |
| مسابقات پاراآسیایی جوانان | مالزی     | ۲۰۱۳ (میلادی) | پرتاب وزنه | مدال طلا  |
| پارالمپیک آسیایی اینچئون  | کره جنوبی | ۲۰۱۴ (میلادی) | پرتاب دیسک | مدال برنز |
| پارالمپیک آسیایی جاکارتا  | اندونزی   | ۲۰۱۸ (میلادی) | پرتاب دیسک | مدال برنز |